# 鈴木一馬 (俳優)
鈴木 一馬（すずき かずま、1954年5月29日 - ）は、東京都出身の俳優。

## 出演作品

### 映画
- 世にも奇妙な物語 映画の特別編（2000年）

### テレビ
- 東京天使（1996年）
- ビーファイターカブト 第20話 - 平岡芳蔵 役（1996年）
- 連続テレビ小説
  - あぐり（1997年） - 岩淵義蔵 役
  - すずらん（1999年）
- スーパー戦隊シリーズ
  - 星獣戦隊ギンガマン 第14章  - 監督 役（1998年）
  - 未来戦隊タイムレンジャー 第11、15話  - 編集長 役（2000年）
- ウルトラマンガイア 第14話（1998年） - 星山博士 役
- 雨に眠れ（2000年）
- ズッコケ三人組3 第7話（2001年）
- 虹色定期便5（2002年）

### オリジナルビデオ
- 極楽の竜 女体専門マッサージ師（1996年）
- 痴漢物語 欲情体質の女たち（1997年）
- 新任女教師 魔性の肉体（1998年） - 東山泰三 役
- 新人受付嬢（1998年）
- 若妻のフェロモン ガラスの結婚（1999年）